# لارس تي يورغنسن
لارس تي يورغنسن (بالدنماركية: Lars Jørgensen) مواليد 3 فبراير 1978، هو لاعب كرة يد دانمركي. مثل منتخب الدنمارك لكرة اليد. شارك في دورة الألعاب الأولمبية الصيفية سنة 2008. حقق المركز الأول في بطولة أوروبا لكرة اليد للرجال 2008.

## الميداليات
| الميدالية | المسابقة                           |
| --------- | ---------------------------------- |
| برونزية   | بطولة العالم لكرة اليد للرجال 2007 |
| ذهبية     | بطولة أوروبا لكرة اليد للرجال 2008 |
| برونزية   | بطولة أوروبا لكرة اليد للرجال 2002 |
| برونزية   | بطولة أوروبا لكرة اليد للرجال 2004 |
| برونزية   | بطولة أوروبا لكرة اليد للرجال 2006 |

## روابط خارجية
- لارس تي يورغنسن على موقع الاتحاد الأوروبي لكرة اليد (الإنجليزية)
- لارس تي يورغنسن على موقع أوليمبيديا (الإنجليزية)